# Лютцов, Карл фон
Карл Фридрих Арнольд фон Лютцов (нем. Carl Friedrich Arnold von Lützow; 25 декабря 1832, Гёттинген — 22 апреля 1897, Вена) — немецкий историк искусства и художественный критик, преподавал историю искусств в Венской академии изобразительных искусств, библиотекарь

, хранитель кабинета гравюр Венской академии, заведующий её музеем гипсовых слепков, профессор истории искусств Венского Императорско-королевского политехнического института.

## Биография
Карл фон Лютцов, сын камергера Мекленбург-Шверина Карла фон Лютцова (Старшего, 1794—1868), вырос в Шверине и учился в местной гимназии. Он принадлежал к Мекленбургской, а не к чешско-австрийской ветви древней аристократической семьи, хотя большую часть своей жизни он провёл в Вене. В зимнем семестре 1851—1852 года он поступил в Гёттингенский университет и начал изучать классическую филологию и археологию. В 1851 году он присоединился к Ганноверскому братству (Hannoversche Burschenschaft Arminia) — студенческой ассоциации Ганноверского университета.
В летнем семестре 1854 года он перешёл в Мюнхенский университет. Там он познакомился с Фридрихом Боденштедтом и другими поэтами, некоторые из которых были приглашены к круглому столу баварского короля Максимилиана II. Вместе со своим другом Карлом фон Лемке он был одним из соучредителей мюнхенского поэтического объединения «Крокодилы» (Die Krokodile), где согласно шуточному обычаю получил прозвище «Бобёр» (Biber). Это объединение художников находилось под влиянием поэта Эмануэля Гейбеля.
После получения докторской степени «Об архаичных расписных глиняных сосудах» (De vasis fictilibus morearchaico pictis) в 1856 году он отправился в Берлин для изучения археологических коллекций. Здесь он встретил Вильгельма Любке и сопровождал его в учебной поездке в Италию. В Берлине сотрудничал с Любке в издании «Памятники искусства» (Denkmäler der Kunst). Дальнейшие путешествия привели его во Францию и Англию, в результате чего значительно вырос его интерес к истории искусства. В 1858 году он завершил аспирантуру в Мюнхене, защитив искусствоведческую диссертацию по истории орнамента на расписных греческих глиняных сосудах, и получил должность приват-доцента. В 1861 году он женился на Зиглинде Шмитц фон Аурбах (1832—1922), которая позже опубликовала переводы произведений Габриеле д’Аннунцио под именем Линда фон Лютцов.
В 1863 году Карл фон Лютцов отправился в Вену и сначала работал приват-доцентом в Венском университете. В следующем году он стал преподавателем истории искусств в Венской академии изобразительных искусств. Кроме того, ему были поручены библиотека, коллекция гравюр и гипсовых слепков; затем он был назначен в Совет академии. В 1867 году он стал экстраординарным, а в 1882 году — полным профессором истории искусств Венском Императорско-королевском политехническом институте.
Его дружеские отношения с издателем Эрнстом Артуром Зееманом в Лейпциге привели к тому, что он согласился взять на себя издание единственного в то время влиятельного немецкоязычного альманаха по искусству: «Журнала изобразительных искусств» (Zeitschrift für Bildende Kunst) с 1863 года и до своей смерти в 1897 году. Карл фон Лютцов, написавший множество трактатов по истории искусства, постоянно читал лекции и публиковал статьи о современных явлениях и текущих событиях в архитектуре, многие из которых опубликованы Э. А. Зееманом. Его оценка нового здания Рейхстага в Берлине до настоящего времени считается обоснованной. Он назвал купол здания безвкусным, башни слишком громоздкими, критиковал отсутствие тектоничности, высмеял скульптуры.
После кончины учёного город Вена отметил его заслуги, выделив почётную могилу под номером 9 на Центральном кладбище.

## Избранные труды
- В соавторстве с В. Любке. Памятники искусства. Обзор изобразительного искусства от самых ранних произведений до новейших времен (Denkmäler der Kunst. Zur Übersicht der bildenden Kunst von den frühesten Werken bis auf die neueste Zeit, 1856—1858).
- Мюнхенские древности (Münchener Antiken, 1869).
- Шедевры церковной архитектуры. Представление истории христианского церковного строительства через основные памятники (Die Meisterwerke der Kirchenbaukunst. Eine Darstellung der Geschichte des christlichen Kirchenbaues durch die hauptsächlichen Denkmäler, 1871).
- Искусство и художественные ремёсла на Всемирной выставке в Вене 1873 года (Kunst und Kunstgewerbe auf der Wiener Weltausstellung 1873)
- В соавторстве с Л. Тишлером. Новые здания в Вене. 3 тома (Wiener Neubauten. 3 Bände, 1876—1891).
- В соавторстве с К. Герольдом. История Императорской и Королевской академии художеств. Фестиваль к открытию нового здания академии (Geschichte der kaiserlich-königlichen Akademie der Bildenden Künste. Festschrift zur Eröffnung des neuen Akademiegebäudes, 1877).
- Художественные сокровища Италии в географическом и историческом обзоре (Die Kunstschätze Italiens in geographisch-historischer Übersicht, 1884).
- Каталог картинной галереи Академии изобразительных искусств (Katalog der Gemälde-Galerie der Akademie der Bildenden Künste, 1889).
- История немецкой гравюры на меди и дереве (Geschichte des Deutschen Kupferstiches und Holzschnittes, 1891).